# جيمس روز
جيمس روز (بالإنجليزية: James Rose)‏ هو سياسي أسترالي، ولد في 31 أغسطس 1849، وتوفي في 18 أغسطس 1939. انتخب عضو الجمعية التشريعية فيكتوريا.